# El dret a llegir
El dret a llegir (en anglès The right to read) és el títol en català del conte escrit per Richard M. Stallman el 1996 en el que en un proper futur paral·lel el compartir llibres està prohibit i les biblioteques ja no existeixen tal com les entenem ara.
Va aparèixer a l'edició de febrer de 1997 de Communications of ACM i al llibre Free Software, Free Society: The Selected Essays of Richard M. Stallman.